# Johan De la Gardie (politiker)
Johan De la Gardie, född 17 maj 1851 i Östra Sönnarslöv, Kristianstads län, död 12 april 1895 i Stockholm, var en svensk greve, godsägare och riksdagsman.
De la Gardie var gift med Mariana Hedda Augusta von Rosen och ägare till godset Borrestad i Kristianstads län. Han var ledamot av riksdagens första kammare 1892-1895, invald i Kristianstads läns valkrets.